# Ironheart
Ironheart (Riri Williams) là một nhân vật siêu anh hùng xuất hiện trong các truyện tranh Mỹ do Marvel Comics phát hành. Nhân vật được tạo ra bởi nhà văn Brian Michael Bendis và họa sĩ Mike Deodato, và lần đầu tiên xuất hiện trong Invincible Iron Man Tập 3 số 7 (Tháng 5 năm 2016).
Dominique Thorne thủ vai Williams trong Vũ trụ Điện ảnh Marvel (MCU), lần đầu tiên xuất hiện trong bộ phim Black Panther: Wakanda Forever (2022) và được lên lịch đóng vai chính trong loạt phim truyền hình của Disney+ mang tên Ironheart (2023).

## Lịch sử Xuất bản
Riri Williams ra mắt trong Invincible Iron Man Tập 3 số 7 (Tháng 5 năm 2016), được tạo ra bởi nhà văn Brian Michael Bendis và họa sĩ Mike Deodato. Cô được truyền cảm hứng từ nữ diễn viên Mỹ Skai Jackson. Sau đó, cô xuất hiện với tên mã Ironheart trong loạt truyện Invincible Iron Man năm 2017, do Brian Michael Bendis và Stefano Caselli sáng tác. Cô xuất hiện trong loạt truyện Infinity Countdown: Champions năm 2018, do Jim Zub và Emilio Laiso thực hiện. Cô xuất hiện trong loạt truyện Ironheart năm 2018, đây là loạt truyện tranh đầu tiên của cô, do Eve Ewing và Kevin Libranda thực hiện. Cô xuất hiện trong loạt truyện Champions năm 2019, do Jim Zub và Steven Cummings sáng tác. Cô xuất hiện trong loạt truyện Ironheart năm 2020, đây là loạt truyện tranh thứ hai của cô, do Vita Ayala, Danny Lore và David Messina thực hiện.